# Ponzano Monferrato
Ponzano Monferrato – miejscowość i gmina we Włoszech, w regionie Piemont, w prowincji Alessandria.
Według danych na styczeń 2010 gminę zamieszkiwało 387 osób przy gęstości zaludnienia 33,4 os./1 km².